# 2-й Смоленский переулок
2-й Смоле́нский переу́лок — небольшая улица в центре Москвы в районе Арбат между Смоленской площадью и 1-м Смоленским переулком.

## Происхождение названия
Переулок назван в XIX веке по Смоленской площади, к которой примыкает.

## Описание
2-й Смоленский переулок начинается на Садовом кольце от Смоленской площади приблизительно напротив Арбата и проходит на запад до 1-го Смоленского переулка.

## Примечательные здания и сооружения
- № 1/4 — Доходный дом наследников Е. Е. Орлова построен в 1906 году по проекту архитектора В. В. Шервуда. Рельефный декор дома, изображающий виноградные лозы и гуляющих между ними павлинов, уникален и не имеет аналогов в Москве. Не сохранились венчавшие дом ранее скульптуры и рельефные украшения балконов[2][3].